# Flat-coated retriever

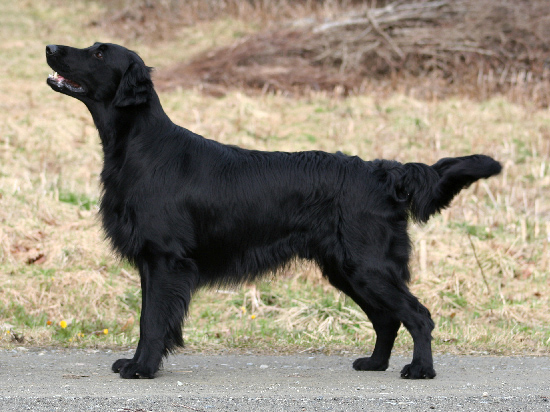
Flat-coated retriever

El Flat-coated retriever (gos cobrador de coberta llisa) és una raça de gos de caça procedent del Regne Unit. Va ser desenvolupat com un gos perdiguer de tipus retriever tant per treballar a la terra com a l'aigua.

## Descripció física

### Aparença
La raça marca uns estàndards de 58 a 62 cm d'alçada a la creu pels mascles i 56-60 cm per femelles amb un pes recomanat de 24 a 34 kg.
Es tracta de gossos amb fortes mandíbules i amb el musell relativament llarg per permetre la captura d'aus i de la caça de muntanya. La forma del seu cap és exclusiva de la raça i es descriu com "d'una peça" amb una parada mínima i una part posterior del crani d'aproximadament la mateixa longitud que el musell.
Els ulls ametllats de color castany fosc tenen una expressió intel·ligent i amigable. Les orelles són penjants, relativament petites, es troben a prop del cap. L'occipital (os a la part posterior del crani) no s'accentua (com en el set, per exemple) i el cap flueix suaument al coll ben arquejat. La línia dorsal és forta, recta i d'un llarg moderat de contínua en línia recta fins a la part del darrere. Les capes han de ser ben angulades en la part davantera i posterior, permetent el moviment lliure i sense esforç. Són més lleugers i elegants en aparença que altres races retriever.

### Pelatge
El color del pèl és o fetge o negre sòlid. Rares vegades es veu un color de la capa de groc sòlid, sent una desqualificació per l'estàndard de la raça en conformació però no per a altres activitats com el camp, agility o proves d'obediència. La capa única (no hi ha capa interna) és de longitud moderada, amb pèl dens i brillant: l'ideal ha de ser pla i recte, però es permet una lleugera ondulació i més pèl a la part posterior de les potes, el pit, sota el cos, a la cua i als peus.

## Temperament

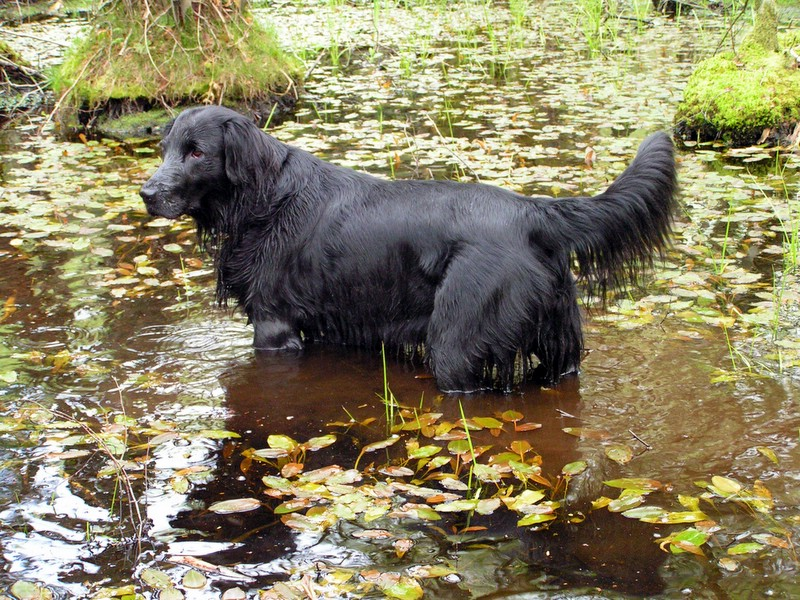
Al Flat-coated retriever li agrada l'aigua

La personalitat del Flat-coated retriever és fidel i amigable, un company ideal, amb un fort vincle amb el seu amo i família. És un gos de caça polivalent, recuperant així agilitat a la terra o a l'aigua, ajudant a l'amo a recollir les aus caçades, i en general a realitzar totes les tasques que s'esperen d'un gos de caça polivalent.
Encara que no és tan coneguda i molt menys popular que el labrador i el Golden retriever, s'ha beneficiat d'aquesta manca de popularitat per gaudir d'una cria més acurada i un millor manteniment de la seva capacitat de treball. Els Flat-coated estimen l'aigua, però poden ser una mica més difícils d'entrenar que els Golden retriever i els Labrador, ja que s'avorreixen fàcilment amb tècniques d'entrenament repetitiu, podent exhibir una ratxa de voluntarisme de vegades. Per aquesta raó, el millor és fer l'entrenament divertit en sessions variades i relativament curtes per al gos.
Són molt sensibles i responen millor al reforç positiu. No poden tolerar la manipulació aspra o les correccions. Els Flat-coated retriever són coneguts pel seu optimisme i el seu permanent moviment de cua.
Són capaços d'estar bé amb gats, altres gossos, animals de companyia i estranys. No obstant això, per la seva naturalesa exuberant, tendeixen a colpejar als nens molt petits.
La socialització i l'entrenament de l'obediència són altament recomanables. Són també coneguts per demostrar la seva naturalesa afectuosa i amb freqüència petonegen als seus amics humans. També presenten un hàbit poc comú amb els seus amics canins: el petó "flat-coat", on els gossos es llepen un a la boca de l'altre com a forma de salutació. Com que tendeixen a ser amigables amb tots només són gossos guardians adequats per donar avís. Tendeixen a tenir una bona quantitat d'energia, sobretot quan són joves, i la necessitat de tenir solucions adequades per donar-li sortida, necessitant molta activitat i estimulació, tant física com mental, al llarg de la vida.
Algunes vegades se'ls coneix com el "Peter Pan dels retrievers" conservant la seva actitud juganera i optimista sobre la vida a la vellesa.